# Piotr Pronobis
Piotr Pronobis (ur. 1887, zm. 1956) – polski  działacz polityczny i społeczny, poseł na Sejm Śląski I kadencji z list Narodowej Partii Robotniczej (NPR).
Należał do Narodowej Partii Robotniczej, którą opuścił na początku stycznia 1929 roku jako ostatni ze zwolenników porozumienia z sanacją w kierownictwie NPR.
Był zawodowym dziennikarzem. W 1929 przejął periodyk „Gazeta Siemianowicka”, którego był wydawcą i redaktorem naczelnym. Periodyk ten ukazywał się do 1936 roku kiedy to został zamknięty z powodów finansowych.